# Born to Kill (1947)
Born to Kill is een Amerikaanse film noir uit 1947 onder regie van Robert Wise.

## Verhaal
Sam merkt dat de vrouw op wie hij verliefd is, omgaat met een andere man. Hij besluit om hen beiden te vermoorden. De pas gescheiden Helen ontdekt de lichamen, maar ze wil niet betrokken raken bij de zaak. De volgende dag ontmoet zij Sam in de trein naar San Francisco. Ze worden verliefd, maar toch wil Sam met de halfzus van Helen trouwen.

## Rolverdeling
| Acteur           | Personage         |
| ---------------- | ----------------- |
| Claire Trevor    | Helen             |
| Lawrence Tierney | Sam               |
| Walter Slezak    | Arnett            |
| Phillip Terry    | Fred              |
| Audrey Long      | Georgia           |
| Elisha Cook jr.  | Marty             |
| Isabel Jewell    | Laury Palmer      |
| Esther Howard    | Mevrouw Kraft     |
| Kathryn Card     | Grace             |
| Tony Barrett     | Danny             |
| Grandon Rhodes   | Inspecteur Wilson |